# Cascades Kepler
Les cascades Kepler són unes cascades del riu Firehole, al sud-oest del Parc Nacional de Yellowstone, als Estats Units d'Amèrica. Les cascades es localitzen aproximadament a 4,1 km al sud d'Old Faithful. L'aigua cau aproximadament 45,72 m en múltiples caigudes d'aigua. La caiguda d'aigua més gran és de 15,24 m d'altura.
Les cascades es troben molt a prop i són visibles des de la carretera Old Faithful fins a West Thumb.

## Història
Les cascades Kepler van ser descrites per l'Expedició Washburn-Langford-Doane en 1870, però no van ser nomenades fins a 1881. En el seu informe de 1871 al Secretari de Guerra, Gustavus C. Doane, un membre de l'expedició, va descriure les cascades Kepler:
| «                          | 18 de setembre [de 1870]. - Es va aixecar el campament a les 9 en punt, recorrent els vessants de les crestes, vorejant els barrancs a través dels arbres caiguts i passant per molts llocs per terrasses pantanoses, per una distància de tres milles, quan de sobte vam arribar a un torrent de muntanya, de 12 m d'ample i fluint a través d'un barranc de lava de traquita de 61 m de profunditat. Aquest era el riu el Firehole, que es dirigia cap a un llac a pocs quilòmetres al sud. Seguint el recorregut d'aquest corrent passem per dues cascades bessones, on l'aigua queia sobre les roques a una profunditat de 6 i 15 m successivament. Aquestes boniques petites cascades, si es localitzen en un rierol oriental, serien lloades en la història i en cançons; aquí, entre objectes tan grans com per forçar la concepció i la convicció més escalonada, vam passar sense parar. | » |
| — Gustavus C. Doane (1871) | |   |

Les cascades van ser nomenades per Philetus Norris, superintendent de parcs en 1881, pel nom del fill de 12 anys del governador territorial de Wyoming, John Wesley Hoyt. Hoyt i el seu fill, Kepler Hoyt, van visitar Yellowstone el 1881 i Norris va nomenar les cascades en honor de Kepler.

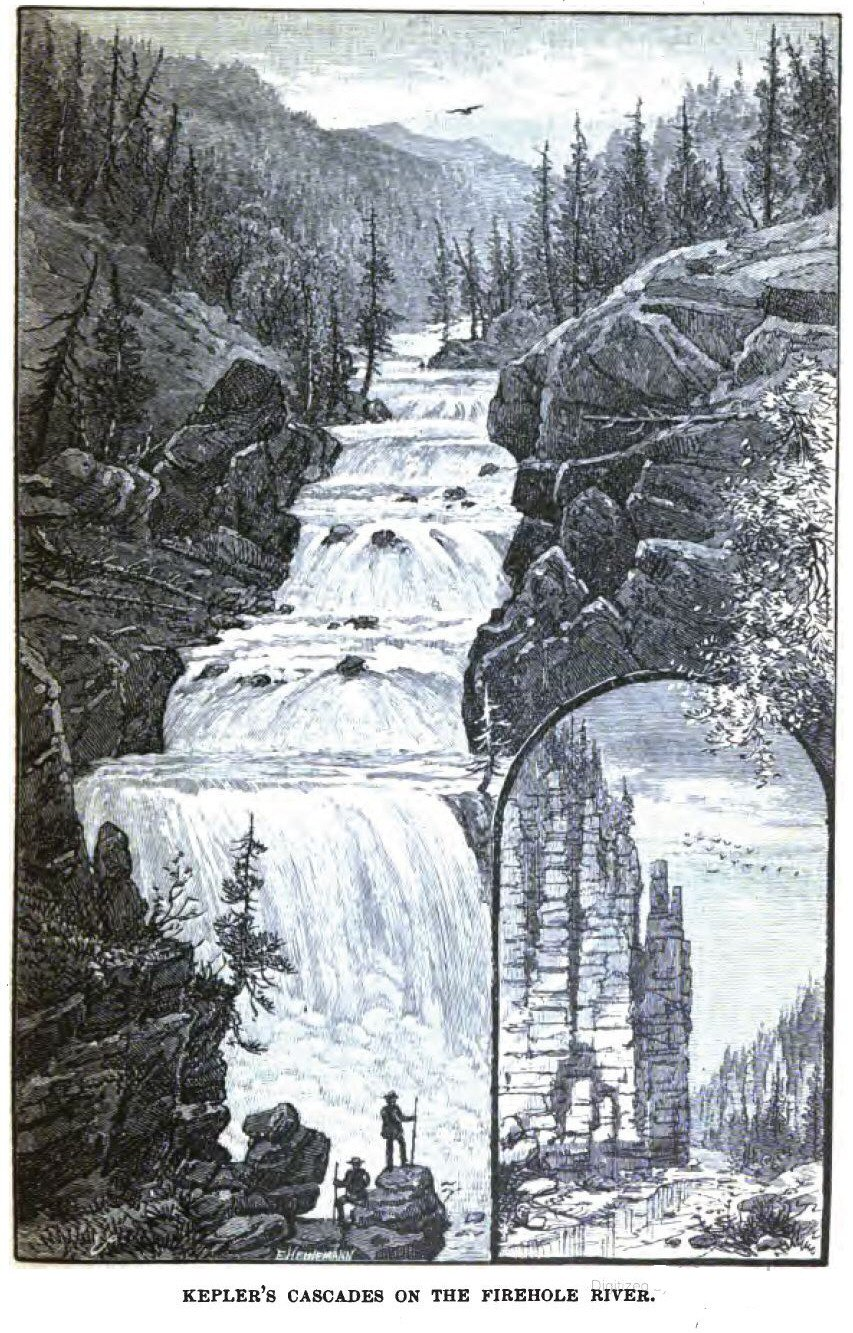
Kepler Cascades, 1883
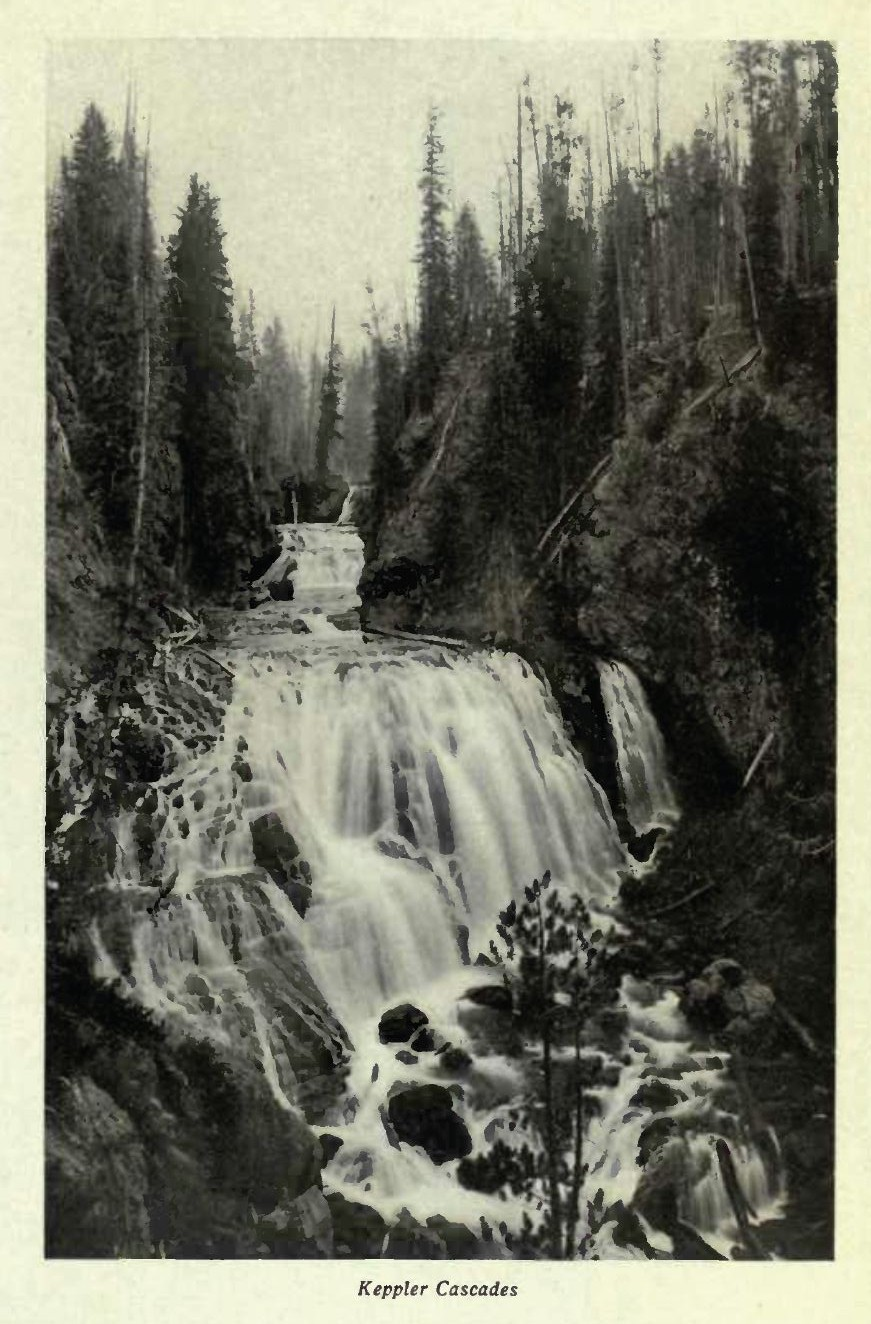
Kepler Cascades, 1901
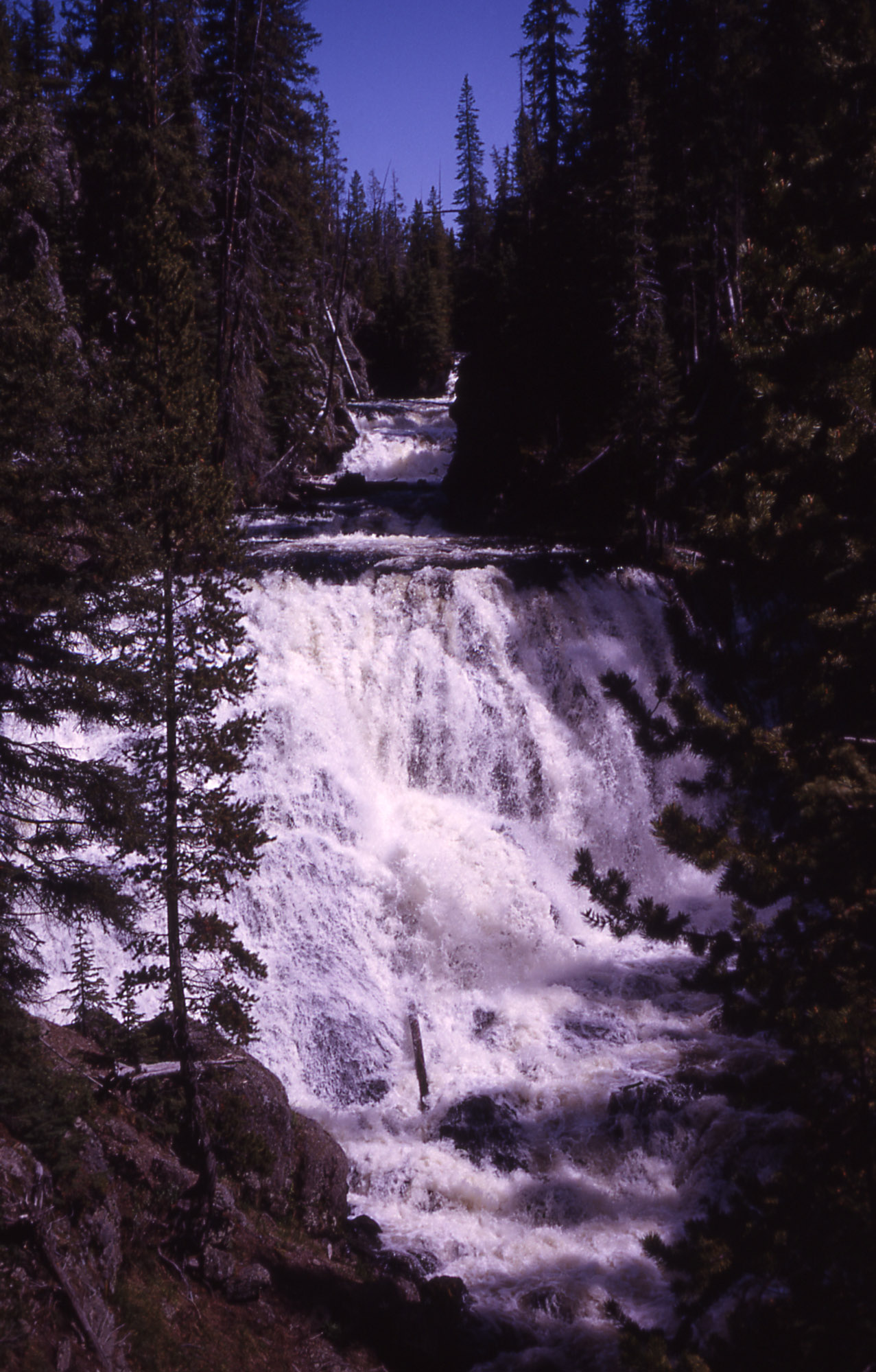
Kepler Cascades, 1963